# Civilkurage
Att ha civilkurage innebär att ha mod att stå för sin mening även när det innebär en personlig risk, förmågan att stå för sina värderingar, trots vetskap om öppet eller latent motstånd från omgivningen.
Uttrycket har franska rötter; 1835 nämns courage civil – den enskildes mod att ha en egen uppfattning – i motsats till courage civique, mod som medborgare i staten. Den preussiske statsmannen Otto von Bismarck förenade 1847 de båda begreppen som Zivilcourage. I en situation då Bismarck förebrådde en släkting som inte stödde honom i en debatt i den preussiska lantdagen citeras han: "mod på slagfältet är allmängods hos oss, men ni kommer inte sällan att finna att även respekterade personer kan sakna civilkurage".
En individ som ger uttryck för civilkurage genom att vara väckarklocka om missförhållanden kan lätt stämplas som förrädare eller bråkstake. Beteenden förknippade med civilkurage kan därför inte bara försätta individen i farliga situationer utan i vissa fall stjälpa karriären, leda till avsked från arbetet, eller än hårdare sanktioner, som fängelsestraff eller utvisning.
Civilkurage betraktas av de flesta som en moraliskt eftertraktansvärd egenskap, en dygd. Samtidigt kan noteras att personer som framhärdar i att förespråka socialt oaccepterade åsikter vanligen anser sig själva visa civilkurage. Den etiska värderingen av en persons civilkurage måste därför involvera en saklig bedömning av de åsikter personen försvarar.
I Sverige, liksom i de flesta andra samhällen, har traditionellt en konsensuskultur varit tongivande, där idealet är en gemensam strävan att uppnå enighet i en kollektiv beslutsprocess. Detta kan leda till en särskilt svår sits för personer med starkt civilkurage.
Statsvetaren Lennart Lundquist skrev att det var avgörande för demokratins kvalitet att ett etos genomsyrade beslutsfattandet och att medborgarna var berättigade att kräva av tjänstemän att de var beredda att uppvisa "ämbetskurage". Han skrev 1999 att "En ämbetsman som förfäktar vårt offentliga etos i motsättning till överhet, arbetskamrater och andra aktörer [...] visar just ämbetskurage. Om vårt offentliga etos ska få genomslag i verksamheten måste vi kräva ämbetskurage av alla ämbetsmän."

## Pris för civilkurage
Edelstampriset delas ut för exceptionellt civilkurage inom försvaret av mänskliga rättigheter i den svenske diplomaten Harald Edelstams namn som räddade judar under andra världskriget i Norge och chilenare under kuppen i Chile 1973.